# Eleição municipal de Cabo de Santo Agostinho em 2012
A eleição municipal de Cabo de Santo Agostinho foi realizada no dia 7 de outubro de 2012, com o objetivo de escolher um prefeito, um vice-prefeito e, para as cadeiras da Câmara Municipal, 17 vereadores, visto que os mandatos que anteriormente pertenciam a outros populares se findariam. Seguindo a constituição, os candidatos da chapa de Prefeito e Vice-Prefeito que receberem a maior quantidade de votos junto aos vereadores eleitos são conduzidos a cumprir um mandato de quatro anos, tendo início no dia 1º de Janeiro de 2013. Segundo o Tribunal Superior Eleitoral e o Tribunal Regional Eleitoral de Pernambuco, este pleito contou com 147.746 eleitores aptos, destes, 20.628 (13.96%) não compareceram, calculando-se um comparecimento de 127.118 (86.04%) eleitores.

## Resultados

### Prefeito e Vice-Prefeito
Este confronto político contou com 3 candidatos, sendo estes: José Ivaldo Gomes, do PSB, obtendo 63.336 (54.32%) votos válidos, Heberte Lamarck Gomes da Silva, do PSDB, que obteve 52.098 (44.68%) votos válidos e Ely José de Paula, do PSOL, que obteve 1.164, correspondendo a exatamente 1% dos votos válidos. Foi apurado pelo Tribunal Superior Eleitoral que, dentro do comparecimento de 127.118 eleitores, 116.598 (91.72%) são votos válidos direcionados às chapas dos candidatos a Prefeito, enquanto 4.573 (3.60%) são votos em branco e 5.947 (4,68%) são votos nulos. Visto que, um dos candidatos foi capaz de atingir um quantitativo de votos maior que metade dos votos válidos mais um, e, considerando que o município não tinha um eleitorado apto maior ou igual a 200.000, finda-se que não havia viabilidade eleitoral ou legislativa para que houvesse um segundo turno entre dois candidatos naquele pleito.
Apesar deste ter sido um dos confrontos políticos mais acirrados que já ocorreram no município de Cabo de Santo Agostinho, o candidato José Ivaldo Gomes, tendo o titular Luiz Cabral de Oliveira Filho como aliado, foi capaz de vencer em todas as zonas eleitorais, disputando de forma mais acirrada na 15ª zona eleitoral de Pernambuco, na zona leste do município, onde, com uma diferença de 1.473 votos válidos, venceu o segundo colocado Heberte Lamarck Gomes da Silva.
| Candidato(a)                          | Vice                                  | Coligação                                                                                                   | Votos recebidos | Percentual |
| ------------------------------------- | ------------------------------------- | --- | --------------- | ---------- |
| José Ivaldo Gomes (PSB)               | Edna Gomes da Silva (PSD)             | Frente Popular do Cabo (PT / PTC / PDT / PSB / PT do B / PSD / PP / PSC / PR / PSL / PRP / PPL / PTN / PMN) | 63.336          | 54.32%     |
| Heberte Lamarck Gomes da Silva (PSDB) | Erivaldo José Alves (PV)              | O Futuro Pede Mudança (PTB / PMDB / DEM / PHS / PSDB / PV / PRB / PPS / PC do B / PSDC / PRTB)              | 52.098          | 44.68%     |
| Ely José de Paula (PSOL)              | Ielyson José Rodrigues de Melo (PSOL) | Partido Socialismo e Liberdade (sem coligação)                                                              | 1.164           | 1.00%      |

### Vereadores eleitos
Neste pleito das eleições municipais do Cabo de Santo Agostinho, em prol de ocupar as cadeiras da Câmara Municipal, disputaram 263 candidatos. Destes, 17 vereadores foram eleitos às vagas, totalizando 119.058 (93.66%) votos válidos, 4.759 (3.74%) votos em branco e 3.301 (2.60%) votos nulos.
| Candidato                                | Número | Coligação                                                        | Votos recebidos | Percentual |
| ---------------------------------------- | ------ | ---------------------------------------------------------------- | --------------- | ---------- |
| Aziel Almeida de Souza (PSD)             | 55111  | Frente Popular do Cabo para Vereador (PSB / PT do B / PSD / PTN) | 3.379           | 2.84%      |
| José Carlos de Lima (PMN)                | 33900  | Frente da Mobilização Nacional (PSL / PMN)                       | 3.256           | 2.73%      |
| Mario Anderson da Silva Barreto (PSC)    | 20000  | Frente Cristã Livre (PSC / PR / PPL)                             | 3.255           | 2.73%      |
| Gesse Valerio de Oliveira (PSB)          | 40900  | Frente Popular do Cabo para Vereador (PSB / PT do B / PSD / PTN) | 3.077           | 2.58%      |
| Ricardo Carneiro da Silva (PPS)          | 23123  | Construindo o Futuro Agora (PTB / PPS / DEM)                     | 2.819           | 2.37%      |
| Abel Antônio dos Santos Neto (PSB)       | 40000  | Frente Popular do Cabo para Vereador (PSB / PT do B / PSD / PTN) | 2.798           | 2.35%      |
| José Feliciano de Barros Júnior (PMN)    | 33500  | Frente da Mobilização Nacional (PSL / PMN)                       | 2.734           | 2.30%      |
| Amaro Honorato da Silva (PRP)            | 44000  | Frente Democrática Progressista (PP / PDT / PRP)                 | 2.634           | 2.21%      |
| Ednilson José Gabriel de Souza (PSDB)    | 45123  | O Futuro Começa Agora (PSDB / PSDC)                              | 2.300           | 1.93%      |
| Vicente Mendes Silva Neto (PTC)          | 36111  | Uma Nova Política Para o Cabo (PT / PTC)                         | 2.277           | 1.91%      |
| Marcos Eanes Farias Pereira (PDT)        | 12345  | Frente Democrática Progressista (PP / PDT / PRP)                 | 2.177           | 1.83%      |
| Rildo Francisco de Souza (PSDB)          | 45545  | O Futuro Começa Agora (PSDB / PSDC)                              | 2.087           | 1.75%      |
| Clayton da Silva Marques (PDT)           | 12012  | Frente Democrática Progressista (PP / PDT / PRP)                 | 1.975           | 1.66%      |
| José de Arimatéia Jerônimo Santos (PSDB) | 45222  | O Futuro Começa Agora (PSDB / PSDC)                              | 1.911           | 1.61%      |
| Ezequiel Manoel dos Santos (PT)          | 13456  | Uma Nova Política Para o Cabo (PT / PTC)                         | 1.901           | 1.60%      |
| Josadac Miguel dos Santos (PSC)          | 20123  | Frente Cristã Livre (PSC / PR / PPL)                             | 1.444           | 1.21%      |
| José Domingos dos Santos (PC do B)       | 65511  | A Grande Mudança (PMDB / PV / PC do B)                           | 1.358           | 1.14%      |

  Reeleito